# Bob Selderslaghs
Bob Selderslaghs (Antwerpen, 15 juni 1973) is een  Vlaams acteur, regisseur en auteur. 

## Biografie
In 1996 studeerde Bob Selderslaghs af aan de afdeling dramatische kunst (woordkunst) van het Koninklijk Vlaams Conservatorium in Antwerpen. Meteen daarna speelde hij twee seizoenen mee in Vennebos, de eerste eigen televisiesoap van VT4 (als Koenraad “Koen” Vandevelde). Hij was ook te zien in series als Goudkust (bij SBS6), Familie (als Geert Thyssen bij VTM) en Kinderen van Dewindt (als Dieter Renders op één). Daarnaast waren er gastrollen in onder andere Flikken, Goesting en Witse.
In het theater speelde hij mee in onder meer Dido van Theater Froe Froe en Muziektheater Transparant, Petroesjka van Laika, Orfee van Theater Froe Froe, Biedermann en de brandstichters van de Koninklijke Vlaamse Schouwburg, De Piano van Figurentheater De Maan en Hamlet van Loge 10 Theaterproducties. Hij regisseerde ook verschillende voorstellingen voor onder meer Fast Forward, Educatief Theater Antwerpen en Figurentheater De Maan.
Daarnaast was Selderslaghs ook actief als toneelauteur: hij schreef meer dan 10 theaterstukken voor diverse gezelschappen. In 2008 en 2009 ontving hij daarvoor een creatiebeurs van de auteursvereniging Sabam.
Verder heeft Selderslaghs gewerkt als radiopresentator. Hij presenteerde regionale uitzendingen van Radio 2 West-Vlaanderen (1998) en het nachtprogramma Sterrenplukkers op Radio 2 (1999-2000). Hij is sinds 2005 een vaste commentaarstem voor handboeken Nederlands  (die keure) en verleent vaak zijn stem aan tekenfilms. Zo vertolkt hij o.m. Flip de Sprinkhaan in Maja de Bij (Studio 100), Hubert in Hubert en Takako (Ketnet) en Pruimpit in de bioscoopfilm Guust Flater. 
Gedurende zijn gehele kunstenaarscarrière geeft Selderslaghs al les, afwisselend in het kunsteducatieve werkveld, het deeltijds kunstonderwijs en het kunstsecundair onderwijs. Van 2008 tot 2018 was hij artistiek coördinator van de specifieke lerarenopleiding drama en lector aan het Koninklijk Conservatorium van de AP Hogeschool Antwerpen. Hij specialiseerde zich in initiatieonderwijs in de kunsten. In het kader daarvan publiceerde hij in 2013 samen met Annouk Van Moorsel, Sanne Caluwaerts en Indra Wolfaert het boek 4 je mee? Initiatielessen voor 6-jarigen met cross-overs naar de kunstdisciplines drama, dans, muziek, beeld (Garant). Van september 2018 tot januari 2021 was Selderslaghs onderwijsinspecteur bij de Vlaamse overheid (divisie kunstonderwijs). Momenteel doet hij artistiek onderzoek naar Mantle of the Expert, de dramatische onderzoeksbenadering van leren en onderwijzen van prof. dr. Dorothy Heathcote MBE (1926-2011). Hij is tevens ondervoorzitter van de onderzoeksgroep CORPoREAL op het Koninklijk Conservatorium van Antwerpen.

## Theaterwerk

### Als acteur
- Moord op de Oriënt Express (2015-2016) - Loge 10 Theaterproducties
- lits jumeaux (2014) - Labo Laboesj vzw
- ‘Allo ‘Allo (2013-2014) - Loge 10 Theaterproducties
- Hamlet (2012) - Loge 10 Theaterproducties
- Moord op de Nijl (2012) - Loge 10 Theaterproducties
- And then there were none (2011 / 2017-2018) – Loge 10 Theaterproducties
- De Piano (2011) – Figurentheater De Maan
- Biedermann en de brandstichters (2009) – Koninklijke Vlaamse Schouwburg
- The Mousetrap (2009 / 2014-2015) – Loge10 Theaterproducties
- Kikker = blauw? (2007) – Figurentheater De Maan
- Druppels op hete stenen (2008) – Labo Laboesj vzw & KC Vlaams Fruit
- Orfee (2007) – Theater Froe Froe
- Rauw (2006) – Labo Laboesj vzw & KC Vlaams Fruit
- SPLASH! (2006) – Figurentheater De Maan
- Petroesjka (2006) – Laika & Het Paleis
- Stormvogel (2005) – KC Vlaams Fruit
- Dido (2004) – Muziektheater Transparant & Theater Froe Froe
- Soldaat met de pijp (2005) – vzw De Kunstvogel & Jeugddienst Gent
- Alleen op de wereld (2004) – Figurentheater De Maan
- Jammer maar niet erg (2003) – Figurentheater De Maan
- Neuze Neuze (2002) – Figurentheater De Maan
- Taalgezellen (1999) – vzw Walter Heynen Genootschap
- Bangboomerang (1998) – Educatief Theater Antwerpen
- Soap (1998) – BIS Produkties

### Als regisseur
- Jorrie en Snorrie van Annie M.G. Schmidt (2011) – Fast Forward
- Hi Ha! van Bob Selderslaghs & Peter Schoenaerts (2009) – Fast Forward
- En ik dan? van Annie M.G. Schmidt (2008) – Fast Forward
- Stampen met de voeten van Frans De Peuter (2007) – Educatief Theater Antwerpen
- Wegsite van Bob Selderslaghs (2007) – Educatief Theater Antwerpen
- SPLASH! van Bob Selderslaghs (2006) - Figurentheater De Maan Mechelen
- Valse Vouw van Griet De Wolf (2004) – vzw Theatertoestand & kunstenfestival BorgerhART
- Spruitjes van Griet De Wolf (2000) – Fakkelteater

### Als auteur
- Soap, theaterbewerking naar de gelijknamige roman van Paul Mennes (co-auteur Bruno De Lille) (1998)
- Stormvogel, theatermonoloog (2005)
- SPLASH!, figurentheatermusical (2006)
- Rauw, toneelstuk (2006)
- Nieuwe ogen, monoloog (2006)
- Wegsite, toneelstuk (2007)
- De Portretten van de Koning, kindermusical (2006)
- Blauwbaard, kindermusical (2007)
- Druppels op hete stenen, vertaling van Tropfen auf heisse Steine van R.W. Fassbinder (2008)
- Supermam, kindermusical (2008) – creatiebeurs Sabam 2008
- Hi Ha!, toneelstuk (co-auteur Peter Schoenaerts) (2009) – creatiebeurs Sabam 2009
- Pest & Boonen, toneelstuk (2009)
- Jorrie en Snorrie, theaterbewerking naar het gelijknamige kinderboek van Annie M.G. Schmidt (2011)

## Filmografie
- Witse (2010/2012)
- Goesting (2010)
- Wolven (2009)
- Dag & Nacht: Hotel Eburon (2009)
- LouisLouise (2008)
- Kinderen van Dewindt (personage Dieter Renders van 2005 tot 2008)
- Flikken (2007)
- Aspe (2006)
- Goudkust (1998)
- Thuis (1998)
- Verschoten & Zoon (1999/2000)
- Spoed (2000/2002)
- 2 Straten verder (2000)
- FC De Kampioenen (2000)
- Wittekerke (2000/2006)
- Familie (personage Geert Thyssen van 2000 tot 2004)
- Kaat & co (2004/2005)
- Vennebos (personage Koenraad Van De Velde van 1997 tot 1998)